# Ford Maverick (1988)
Ford Maverick – samochód osobowy typu SUV klasy wyższej produkowany pod amerykańską marką Ford w latach 1988 – 1994.

## Historia i opis modelu

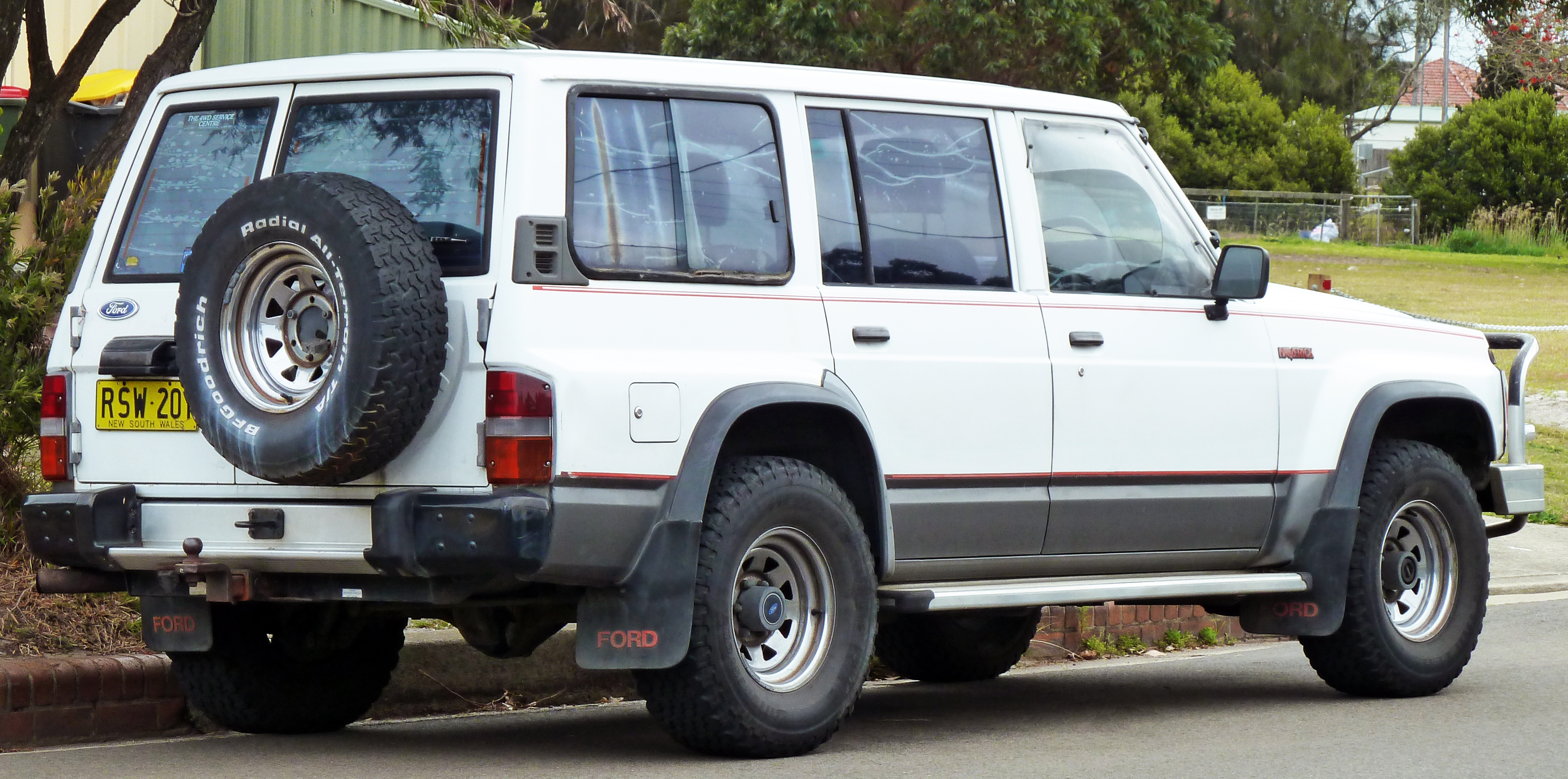
Ford Maverick - tył

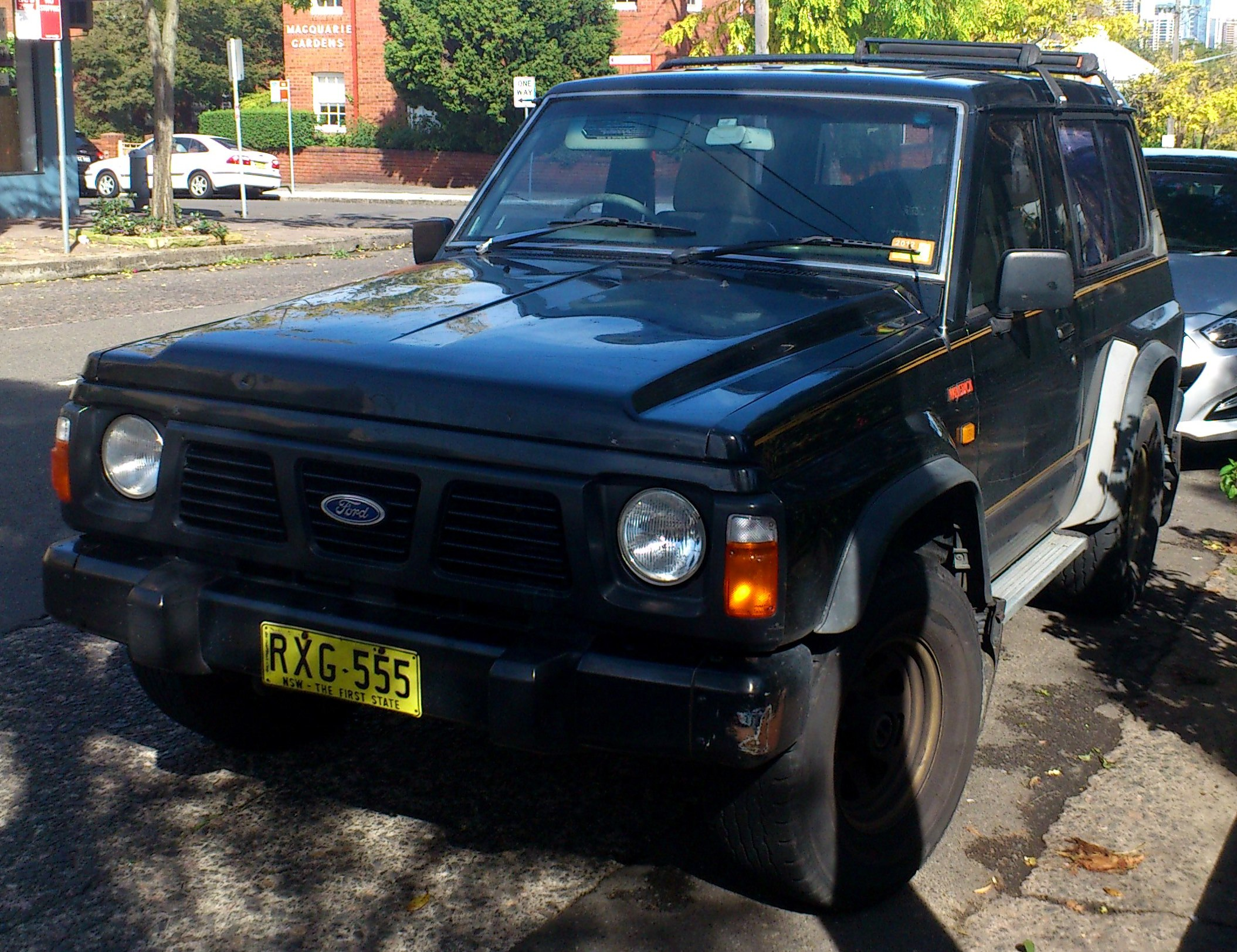
Ford Maverick Base

W ramach tzw. Planu Buttona zainicjowanego przez rząd australijski pod koniec lat 80. XX wieku, nawiązano szeroką współpracę z kilkoma japońskimi producentami samochodów w celu rozbudowania portfolio Holdena oraz Ford Australia. W ten sposób lokalna oferta Forda została poszerzona o dwie bliźniacze konstrukcje zapożyczone od Nissana - średniej wielkości sedana Corsair oraz dużego SUV-a Maverick. Ten drugi model powstał jako bliźniak Nissana Patrola IV, różniąc się od niego jedynie innymi logotypami oraz drobnymi modyfikacjami w liście wyposażenia.

### Sprzedaż
Z powodu niskiej sprzedaży wszystkich samochodów powstałych w ramach Planu Buttona, które cieszyły się wyraźnie mniejszą popularnością od oferowanych równolegle w Australii pierwowzorów, Ford w 1994 roku zakończył produkcję lokalnej odmiany Mavericka.

### Silnik
- L6 4.2l Diesel